# Frederick Goodfellow
Frederick William Goodfellow (Cambridge, Cambridgeshire, juliol de 1874 – Croydon, Londres, 22 de novembre de 1960) va ser un esportista anglès que va competir a primers del segle xx.
El 1908 va prendre part en els Jocs Olímpics de Londres, on guanyà la medalla d'or en la prova del joc d'estirar la corda formant part de l'equip City of London Police.